# Ammodytoides renniei
Ammodytoides renniei es una especie de peces de la familia Ammodytidae en el orden de los Perciformes.

## Morfología
Los machos pueden llegar alcanzar los 7,3 cm de longitud total.

## Distribución geográfica
Se encuentran en Sudáfrica, en las Seychelles y en el Pacífico occidental central.